# Paramacrocera lanei
Paramacrocera lanei är en tvåvingeart som beskrevs av Loïc Matile 1990. Paramacrocera lanei ingår i släktet Paramacrocera och familjen platthornsmyggor.
Artens utbredningsområde är Colombia. Inga underarter finns listade i Catalogue of Life.